# Episodi di Major Crimes (quarta stagione)
La quarta stagione della serie televisiva Major Crimes, composta da 23 episodi, è stata trasmessa in prima visione assoluta negli Stati Uniti dal canale via cavo TNT dall'8 giugno 2015 al 14 maggio 2016.
In Italia la stagione è trasmessa in prima visione da Premium Crime, canale Pay TV della piattaforma televisiva Mediaset Premium, dall'8 febbraio 2016.
| nº | Titolo originale       | Titolo italiano           | Prima TV USA     | Prima TV Italia  |
| -- | ---------------------- | ------------------------- | ---------------- | ---------------- |
| 1  | A Rose Is a Rose       | Una rosa è una rosa       | 8 giugno 2015    | 8 febbraio 2016  |
| 2  | Sorry I Missed You     | Le chiamate perse         | 15 giugno 2015   | 15 febbraio 2016 |
| 3  | Open Line              | Linea aperta              | 22 giugno 2015   | 22 febbraio 2016 |
| 4  | Turn Down              | Respinto                  | 29 giugno 2015   | 29 febbraio 2016 |
| 5  | Snitch                 | La spiata                 | 6 luglio 2015    | 7 marzo 2016     |
| 6  | Personal Effects       | Effetti personali         | 13 luglio 2015   | 14 marzo 2016    |
| 7  | Targets of Opportunity | Bersagli facili           | 20 luglio 2015   | 21 marzo 2016    |
| 8  | Hostage to Fortune     | Ostaggio di comodo        | 27 luglio 2015   | 28 marzo 2016    |
| 9  | Wish You Were Here     | Le ultime parole          | 3 agosto 2015    | 4 aprile 2016    |
| 10 | Fifth Dynasty          | Quinta dinastia           | 10 agosto 2015   | 11 aprile 2016   |
| 11 | Four of a Kind         | Quattro di un tipo        | 2 novembre 2015  | 18 aprile 2016   |
| 12 | Blackout               | Blackout                  | 9 novembre 2015  | 25 aprile 2016   |
| 13 | Reality Check          | I conti con la realtà     | 16 novembre 2015 | 2 maggio 2016    |
| 14 | Taking the Fall        | Prendersi la colpa        | 23 novembre 2015 | 9 maggio 2016    |
| 15 | The Jumping Off Point  | Salto nel vuoto           | 30 novembre 2015 | 16 maggio 2016   |
| 16 | Thick as Thieves       | Amici per la pelle        | 7 dicembre 2015  | 23 maggio 2016   |
| 17 | #FindKaylaWeber        | #TrovateKaylaWeber        | 14 dicembre 2015 | 30 maggio 2016   |
| 18 | Penalty Phase          | Verdetto finale           | 21 dicembre 2015 | 6 giugno 2016    |
| 19 | Hindsight, Part 1      | Col senno di poi, parte 1 | 15 febbraio 2016 | 13 giugno 2016   |
| 20 | Hindsight, Part 2      | Col senno di poi, parte 2 | 22 febbraio 2016 | 13 giugno 2016   |
| 21 | Hindsight, Part 3      | Col senno di poi, parte 3 | 29 febbraio 2016 | 20 giugno 2016   |
| 22 | Hindsight, Part 4      | Col senno di poi, parte 4 | 7 marzo 2016     | 20 giugno 2016   |
| 23 | Hindsight, Part 5      | Col senno di poi, parte 5 | 14 marzo 2016    | 27 giugno 2016   |